# Каменский, Фёдор Фёдорович
Фёдор Фёдорович Каме́нский (Каминский, 21 августа [2 сентября] 1836, Санкт-Петербург — 26 августа 1913, Клируотер, Флорида) — русский и американский скульптор, представитель петербургского академизма пореформенной эпохи, ассоциируемый с эстетикой «критического реализма»; мастер станковой пластики, исполнял жанровые группы и портретные бюсты, также работал в области монументально-декоративной и мемориальной скульптуры. Академик Императорской Академии художеств (с 1868).

## Биография
Родился в семье генерал-майора, администратора Санкт-Петербургского лесного института. В 1852—1860 годах учился в Императорской Академии художеств у Николая Пименова, Петра Клодта и Фёдора Бруни. В академии получил большую золотую медаль (1860) за барельеф «Сенат просит Цинцинната остаться в Риме» и «Регул возвращается в Карфаген». Сделал бюсты Тараса Шевченко и Фёдора Бруни. Владимир Стасов хвалил работы Каменского так как он, по мнению Стасова, не идеализировал натуру. В 1863 году Академия художеств отправила Каменского учиться в Италию в качестве пенсионера Академии, где он пробыл до 1869 года.
В Италии он создал сентиментальные скульптуры типа «Первые шаги», «Молодой скульптор», «Вдова и сын», монумент М. И. Глинке. За скульптуру «Молодая вдова со спящим ребёнком на коленях» стал академиком Императорской Академии художеств (1868) и вернулся в Санкт-Петербург.
Но уже в 1870 Каменский был снова отправлен за границу на три года, уехал во Флоренцию, а в 1871 переселился в США. Там, в штате Флорида, стал фермером, однако продолжал заниматься искусством. Среди сохранившихся работ: декорации для федерального здания в Канзасе, проект «Римские фонтаны» в Нью-Йорке, скульптура Купидона для города Тампа во Флориде.
В 1893 году во время подготовки к всемирной выставке «World’s Columbian Exposition» в Чикаго он получил должность комиссионера русского раздела. Он создал «огромные скульптуры из бетона для павильона», а также лично выбрал 130 картин и статуй из России которые были показаны во время выставки. Последние годы он работал над сложной скульптурой «Мир» (незакончена). Фёдор Каменский умер в Клируотере во Флориде 26 августа 1913 года.

## Галерея

Примеры работ Ф. Ф. Каменского
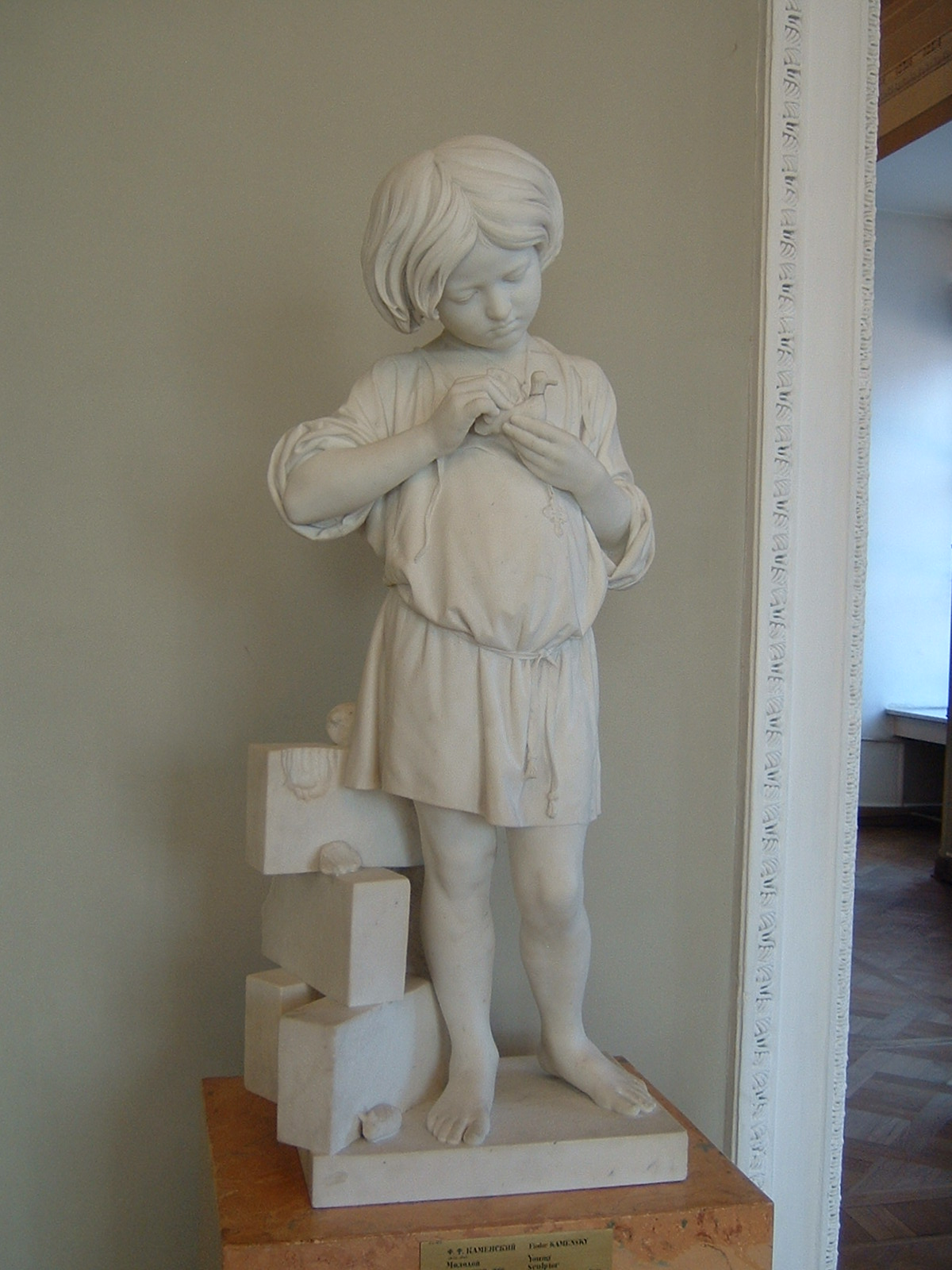
«Молодой скульптор» (1866)
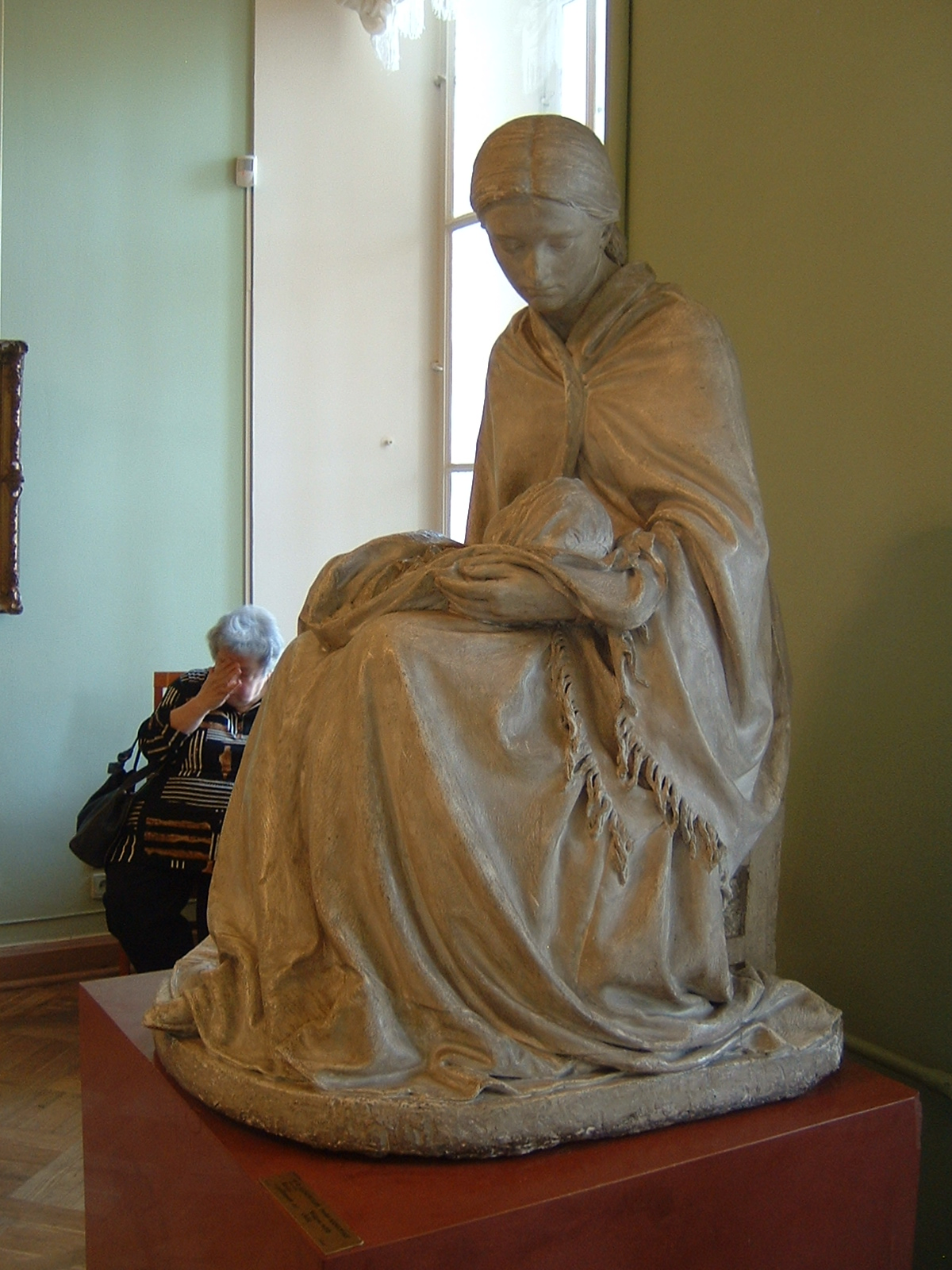
«Вдова и сын» (1867)
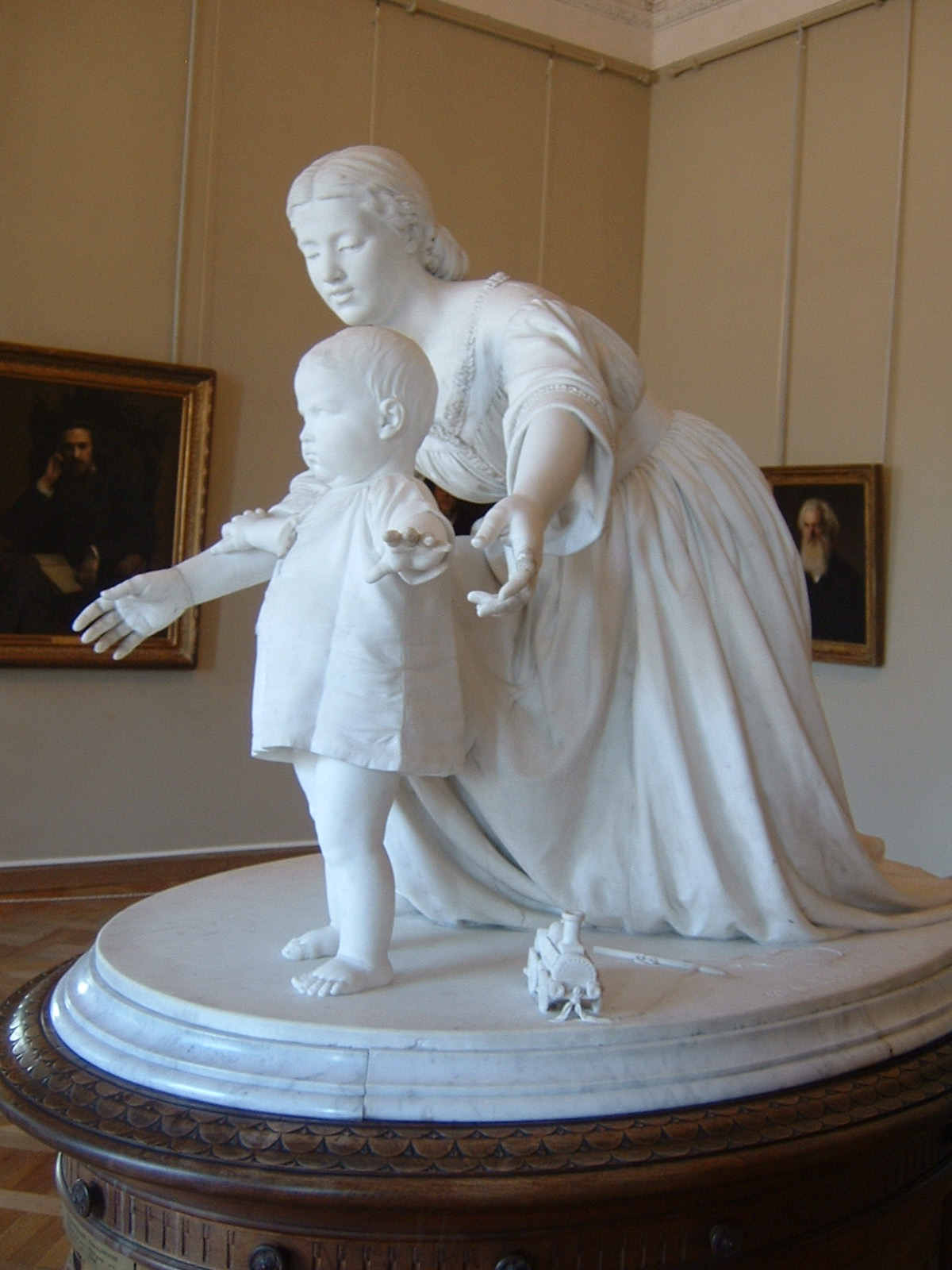
«Первые шаги» (1872) — мраморная версия
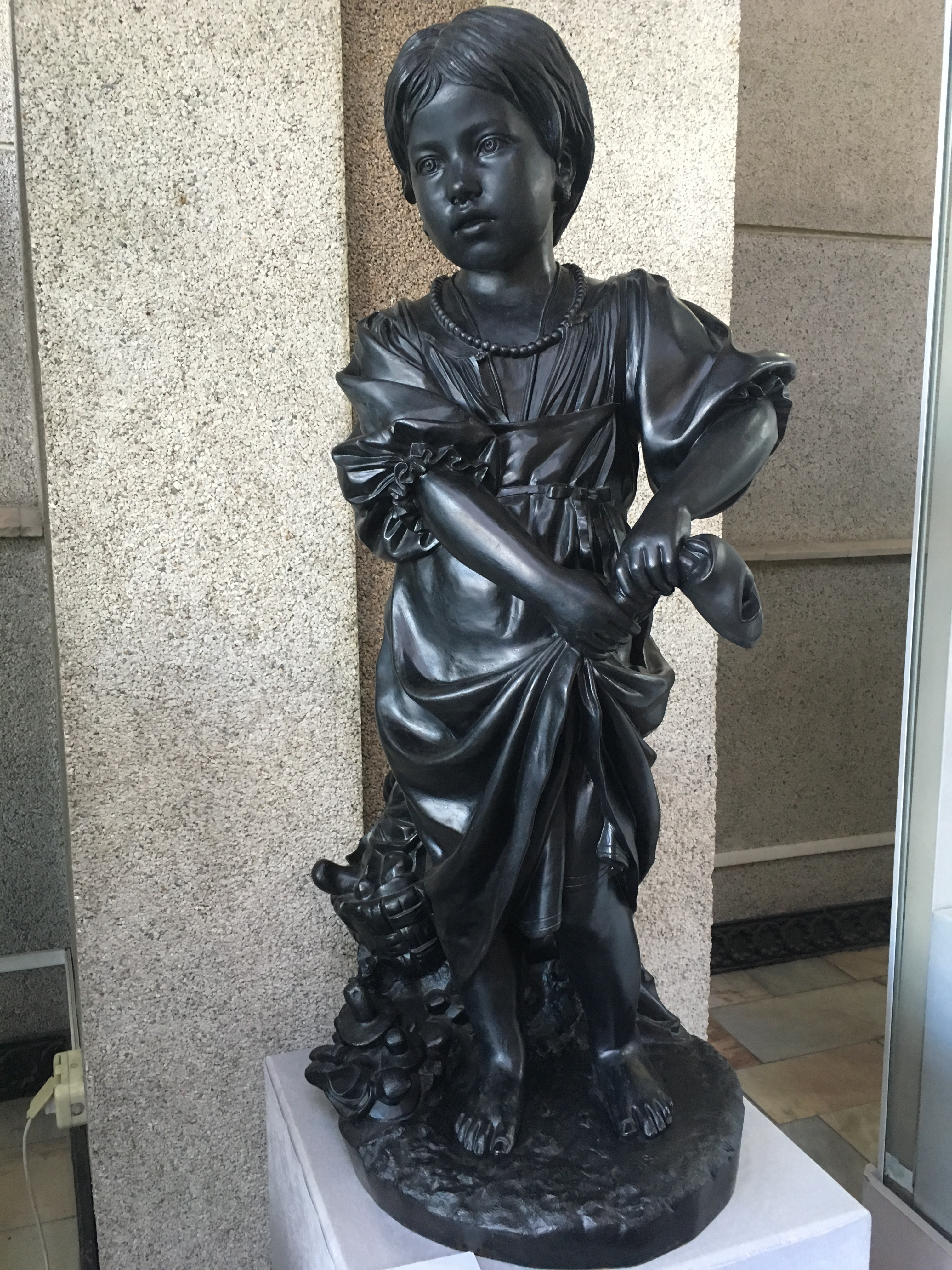
«Девочка-грибница» — по гипсовой модели 1871 года «Грибовница»